# Khan Academy
Khan Academy es un sitio web de aprendizaje en línea, creada el 16 de septiembre de 2006 por Salman Khan, egresado del Instituto de Tecnología de Massachusetts y de la Universidad de Harvard.
Tiene por propósito «proporcionar una educación gratuita de nivel mundial para cualquier persona, en cualquier lugar». Es un sitio de aprendizaje electrónico en línea gratuita, basada en donaciones. Dirigido a escolares, desde primaria hasta universidad, sobre matemáticas, biología, química, física, computación y programación, humanidades, economía, finanzas e historia. Además de vídeos instructivos, también ofrece ejercicios de práctica y un panel de aprendizaje personalizado. Ha sido traducido a 59 idiomas y este número sigue creciendo. Khan Academy inició un módulo de ciencias de la computación en septiembre de 2012.
Recibió en 2019 el Premio Princesa de Asturias de Cooperación Internacional.

## Historia
El fundador del sitio, Salman Khan, es hijo de madre india y padre bangladeshí, residentes en Nueva Orleans, Luisiana, Estados Unidos. Su padre es de Barisal, Bangladés. Después de obtener tres títulos en el Instituto de Tecnología de Massachusetts (una licenciatura en matemáticas, una en ingeniería eléctrica y ciencias de la computación, y una maestría en ingeniería eléctrica y ciencias de la computación), comenzó un MBA de la Universidad de Harvard. A finales de 2004, Khan comenzó ayudando a su prima Nadia con una tutoría en matemáticas sobre conversión de unidades . Cuando familiares y amigos pidieron ayuda similar, decidió que sería más práctico distribuir los tutoriales en YouTube.
Después de empezar y publicar sus vídeos en YouTube, empezó a recibir cartas y peticiones de profesores manifestándole lo bien explicados que estaban los vídeos y mostrándole el progreso que habían tenido los estudiantes al ver los vídeos. Esto inspiró a Salman a continuar desarrollando contenido de este tipo y otro contenido. Salman tenía entonces la idea de que la educación debía centrarse en que los estudiantes aprendieran a su propio ritmo y en el autoaprendizaje, reflejado en ideas como que los estudiantes tuvieran acceso a toda la información incluso después de aprobar un examen; fue así como nació la idea de Khan Academy.

## Asignaturas
Las asignaturas y temas estudiados de la Khan Academy actualmente se dividen en 4 grandes áreas o conocimientos, los que se enseñan en esta plataforma:
- Matemáticas: matemáticas elementales, geometría, cálculo, aritmética, trigonometría, ecuaciones diferenciales, álgebra, probabilidad, estadística y álgebra lineal.
- Economía y finanzas: microeconomía, macroeconomía, mercados financieros y de capitales.
- Ciencia: física, química, biología, medicina, cosmología, astronomía e ingeniería eléctrica.
- Computación: programación de computadoras, animación digital, ciencias de la computación y la hora del código.
- Artes y humanidades: historia mundial, historia de Estados Unidos, historia del arte, gramática.